# Eldorado (Album)
Eldorado (vollständiger Titel: „Eldorado – A Symphony By The Electric Light Orchestra“) ist das vierte Studioalbum der britischen Band Electric Light Orchestra (ELO).

## Hintergrund
Eldorado erreichte in den USA Platz 16 der Charts und war dort 32 Wochen gelistet. Es wird als das erste Album betrachtet, auf dem der orchestrale Sound von E.L.O. zur Geltung kam und war das bis dahin erfolgreichste Album der Gruppe. Das Orchester wurde von Louis Clark dirigiert.
Der Prolog wurde von Peter Ford-Robertson gesprochen.
Das Cover des Albums stellt sowohl auf der Vorder- als auch auf der Rückseite dar, wie zwei grünliche, dürre Hände nach den roten Schuhen einer Frau greifen (Design von John Kehe). Das Bild stammt aus dem Film Der Zauberer von Oz (1939) und zeigt wie die böse Hexe versucht Dorothys Schuhe zu bekommen.
Auf dem Innencover sind die Songtexte abgedruckt und ein rötlich eingefärbtes Schwarzweißfoto (Foto von Norman Seeff) abgebildet: Zu sehen sind dort Richard Tandy, Jeff Lynne, Hugh McDowell, Michael de Albuquerque, Michael Edwards, Bev Bevan und Mik Kaminski.

## Titelliste
| 1. Eldorado Overture (Jeff Lynne) – 2:12 2. Can't Get It Out of My Head (Jeff Lynne) – 4:26 3. Boy Blue (Jeff Lynne) – 5:17 4. Laredo Tornado (Jeff Lynne) – 5:26 5. Poorboy (The Greenwood) (Jeff Lynne) – 2:56 1. Mister Kingdom (Jeff Lynne) – 5:50 2. Nobody's Child (Jeff Lynne) – 3:40 3. Illusions in G Major (Jeff Lynne) – 2:36 4. Eldorado (Jeff Lynne) – 5:20 5. Eldorado – Finale (Jeff Lynne) – 1:20 |

## Rezeption
Die britische Musikzeitschrift Classic Rock kürte Eldorado im Juli 2010 zu einem der 50 Musikalben, die den Progressive Rock prägten.
Das Musikmagazin Rolling Stone listete Eldorado 2015 auf Platz 43 ihrer Liste Die 50 besten Progressive-Rock-Alben aller Zeiten.